# Mosad le-alija Bet
Mosad le-alija Bet (hebrejsky המוסד לעלייה ב‎, anglicky Foundation for Immigration B) byla jedna ze složek Hagany. Náplní jeho činnosti bylo zajišťování nelegální židovské imigrace do Palestiny. Mosad le-alija Bet svou činnost provozoval od roku 1938, kdy byl založen, až do roku 1953. Název Mosad alijah Bet je odvozen od tzv. „druhé přistěhovalecké vlny“ (Bet = B), která, na rozdíl od (legální, Brity povolené) Alija A, byla nelegální.
Mosad le-alija Bet byl oficiálně založen 29. dubna 1939. Svou činnost ale neoficiálně zahájil o rok dříve, v roce 1938. Hlavním důvodem pro založení této organizace byly narůstající tlak britské správy na omezení židovské imigrace do Palestiny. Aktivity Mosad le-alija Bet se zpočátku soustřeďovaly do Atén, později bylo centrum přesunuto do Paříže.
Významných úspěchů Mosad dosáhl již v prvním roce své činnosti. Během 50 plaveb (imigrace do Palestiny nejčastěji směřovala přes moře) byl schopen do Palestiny dopravit 20 tisíc židovských přistěhovalců. V období druhé světové války byla imigrační činnost Mosadu prakticky paralyzována. Své aktivity obnovil až v srpnu 1945.
V letech 1945–1953 dokázal Mosad le-alija Bet vypravit 64 lodí s více než 70 tisíci židovských přistěhovalců, z nichž mnozí patřili mezi ty, co přežili holokaust. Pro imigraci židovských přistěhovalců z arabských zemí byly využívány pozemní cesty. Celkově Mosad le-alija Bet dokázal na území budoucího Izraele přepravit 100 tisíc židů.
Nejslavnější lodí užívanou Mosadem byl Exodus, který převezl 4554 židů přeživších holokaust. Větší část poválečné činnosti Mosadu le-alija Bet řídil Ša'ul Avigur (Meirov). Po založení Izraele byl v roce 1953 Mosad le-alija Bet transformován na agenturu Liškat ha-kešer (hebrejsky: נתיב, česky: Cesta) opět s Avigurem v čele. Hlavní činností Nativ byl transport židů ze sovětského bloku, z arabských zemí i odjinud do Izraele.